# Vareniklin
Vareniklín je učinkovina, ki deluje kot delni agonist na centralnih nikotinskih receptorjih in se uporablja za odvajanje od kajenja. Najpogostejši neželeni učinki zdravljenja z vareniklinom vključujejo slabost, nespečnost, nenormalne sanje, glavobol in nazofaringitis (vnetje nosne in žrelne sluznice). Najpogosteje, pri okoli tretjini bolnikov, se pojavlja slabost; večinoma se pojavlja zgodaj v obdobju zdravljenja, je blaga do zmerno huda in redko povzroča prekinitev zdravljenja. Učinkovitost vareniklina pri opustitvi kajenja so dokazali s tremi kliničnimi preskušanji, ki so zajela kronične kadilce cigaret. Verjetnost za uspeh terapij za prenehanje kajenja je večja pri bolnikih, ki so za prenehanje motivirani in so deležni dodatnega svetovanja in podpore.
Vareniklin je uvrščen na seznam osnovnih zdravil Svetovne zdravstvene organizacije, ki zajema najpomembnejša učinkovita in varna zdravila, potrebna za zagotavljanje osnovne zdravstvene oskrbe. Na trgu je tudi že kot generično zdravilo.

## Klinična uporaba
Vareniklin se uporablja kot pomoč pri odvajanju od kajenja pri odraslih kadilcih. Metaanaliza raziskav je pokazala, da po enem letu od zdravljenja z vareniklinom manj kot 20 % ljudi vztraja pri nekajenju.
Njegova uporaba pri mladostnikih, mlajših od 18 let, in nosečnicah ni preskušena in se odsvetuje.

## Učinkovitost
V metaanalizi podatkov iz leta 2009 so ugotovili, da je vareniklin učinkovitejši od bupropiona (razmerje obetov: 1,40) in nikotinskega nadomestnega zdravljenja (razmerje obetov: 1,56).
V Cochranovem sistematičnem pregledu raziskav iz leta 2013 so zaključili, da je vareniklin najučinkovitejše zdravilo za prenehanje kajenja in da je verjetnost za prenehanje kajenja pri osebah, ki prejemajo vareniklin, skoraj trikrat večja kot pri osebah, ki so prejemale placebo.

## Neželeni učinki
Najpogostejši neželeni učinek je blaga slabost in se pojavlja pri okoli 30 % oseb, ki uporabljajo vareniklin. Le redko (v manj kot 3 % primerov) pa osebe zaradi slabosti prekinejo zdravljenje. Slabost se ponavadi pojavi zgodaj v obdobju zdravljenja.  Drugi zelo pogosti neželeni učinki so nespečnost, nenormalne sanje, glavobol in nazofaringitis (vnetje nosne in žrelne sluznice). Redkeje se pojavljajo spremembe okušanja (disgevzija), bruhanje, bolečina v trebuhu, napenjanje in zaprtje. Po ocenah doživi slabost ena oseba od petih, ki uporabljajo vareniklin v vzdrževalnih odmerkih. Zaradi neželenih učinkov na prebavila preneha z uporabo zdravila 2 do 8 % zdravljenih oseb. Pogostnost pojavljanja slabosti je odvisna od odmerka; pri osebah, ki so prejemale vareniklin v visokih odmerkih, se je slabost pojavila pri 30 % (v primerjavi z 10 %, ki so prejemale placebo) in pri 16 % oseb, ki so prejemale nizke odmerke (v primerjavi z 11 %, ki so prejemale placebo).

### Depresija in samomorilnost
Leta 2007 je ameriški Urad za prehrano in zdravila (FDA) prejel poutrženjska poročila o pojavu samomorilskih misli in posameznih primerih samomorilskega vedenja, nepredvidljiveg obnašanja in zaspanosti pri osebah, ki so uporabljale vareniklin kot pomoč pri prenehanju kajenja. Leta 2009 je zato FDA zahteval, da je na zdravilu posebno opozorilo o prenehanju uporabe, če se pojavi kateri od teh simptomov.
V sistematičnem pregledu podatkov o zdravilu leta 2014 niso zaznali povečanega tveganja za samomor. Tudi v drugih raziskavah niso odkrili nikakršne povezave med uporabo vareniklina in pojavom nevropsihiatričnih neželenih učinkov. V eni od raziskav po utrženju zdravila niso zaznali povečanega tveganja za depresijo, nagnjenje k samopoškodovanju ali srčno-žilne neželene učinke v primerjavi z uporabo nikotinskega nadomestnega zdravljenja. Leta 2016 je FDA umaknil opozorilo. Še vedno pa je priporočljivo, da osebe, ki uporabljajo vareniklin, prenehajo z zdravljenjem, če se pri njih pojavijo kakršni koli neželeni učinki, ki vplivajo na njihovo razpoloženje, vedenje ali mišljenje.
Depresivno razpoloženje, ki redko vključuje samomorilne misli in poskus samomora, je lahko simptom odtegnitve nikotina. Prenehanje kajenja, z zdravljenjem ali brez njega, povezujejo s poslabšanjem že obstoječih psihiatričnih bolezni, na primer depresije.

## Mehanizem delovanja
Vareniklin deluje kot delni agonist na nikotinskih acetilholinskih receptorjih α4β2 z visoko afiniteto in ima dvojni učinek; kot delni agonist nikotinskega receptorja zmanjšuje simptome in znake odtegnitve nikotina, hkrati pa blokira nekatere njegove ojačevalne učinke. Vareniklin dosega približno 50 % receptorske stimulacije, ki jo zagotavlja nikotin, in blokira učinke nikotina, ki ga bolnik zaužije s kajenjem cigaret.
Vezava vareniklina na nikotinske receptorje α4β2 povzroči sprostitev živčnega prenašalca dopamina v predelu možganov, ki se imenuje nucleus accumbens in je del sistema za nagrajevanje. Aktivacija sistema za nagrajevanje zmanjša hlepenje po nikotinu in ublaži simptome odtegnitve, ki ju povzroči prenehanje kajenja.